# Airola-Erno
L'Airola-Erno è un torrente che scorre in Piemonte, attraversando le provincie di Novara e del Verbano Cusio Ossola.

## Percorso
Il torrente nasce dalle pendici del monte Mottarone; in questo tratto è chiamato Airola. Subito dopo le sorgenti si dirige verso Alpino, in comune di Gignese, raggiungendo ben presto il suo principale affluente: la Valleggia, che incontra al confine con la provincia di Novara.
Dall'entrata in provincia di Novara, il torrente, muta il nome in Erno; attraversa il territorio di Massino Visconti, Brovello-Carpugnino e quello di Lesa, dove conclude il suo corso sfociando nel Lago Maggiore, presso la frazione Solcio.

## Caratteri idrologici
L'Airola-Erno, pur usufruendo dell'alimentazione datagli dalle falde del Mottarone, è un corso d'acqua dal regime spiccatamente torrentizio.
Le variazioni stagionali sono assai accentuate, specie in estate. Di seguito una tabella riporta la portata media annuale, divisa in 3 parti:
| Airola ad Alpino (m³/s) | Erno confine provinciale (m³/s) | Erno a Solcio     |
| ----------------------- | ------------------------------- | ----------------- |
| 0,30                    | 1,5                             | 3,6               |
| 0,90                    | 3,2                             | 5,8               |
| Media totale: 0,6       | Media totale: 2,35              | Media totale: 4,7 |

Possiamo notare che pur non avendo affluenti di un certo rilievo, la portata media dell'Erno è piuttosto elevata (3,8 m³/s) rispetto ai torrenti circostanti. Questo è dovuto in special modo all'impermeabilità dell'alto bacino

## Fauna ittica
La fauna ittica del torrente è composta dalle sole trote fario.

## Comuni attraversati
Provincia del Verbano-Cusio-Ossola
- Gignese
- Brovello-Carpugnino
- Belgirate

Provincia di Novara
- Massino Visconti
- Lesa